# 세이나이지촌
세이나이지촌(清内路村)은 나가노현 시모이나군에 설치되었던 촌이다. 2009년 3월 31일, 아치촌에 편입되어 소멸했다

## 지리
나가노 현 남서단에 위치한다.북쪽으로 솟은 하게봉을 비롯한 해발 1,500m 내외의 산들로 사방이 둘러싸인 산촌으로 면적의 대부분을 삼림이 차지한다.
마을 지역은 모두 덴류강의 수계이며, 아치강의 지류인 구로강과 세이나이지강이 마을 중앙에서 합류하여 남류한다. 마을 북서부에 있는 국도 256호 청내로 고개는 기소타니과 이나타니의 경계이며, 두 지역을 연결하는 중요로이다.
취락 내 경지가 적은 지형 때문에 양잠과 담배 재배, 산밭 가꾸기 위해 일년의 절반(4월 말~10월경)은 취락 내 주거에서 산허리에 있는 집으로 옮겨 사는 '출내기' 풍습을 낳았다

## 역사
- 1875년 7월 29일 - 지쿠마현 이나 군 기요나이로 촌·쿠메 촌·다케사 촌·야마모토 촌이 합병해 요네가와 촌이 되었다.
- 1876년 8월 21일 - 요네가와 촌이 나가노 현의 소속이 되었다.
- 1889년 4월 1일 - 정촌제 시행과 함께 세이나이지촌 단독으로 자치체를 형성하였다.
- 2009년 3월 31일 - 아치촌에 편입되었다. 동일 세이나이지촌은 폐지되었다.

## 행정
촌장: 사쿠라이 히사에(櫻井久江) (2004년 8월 23일 - 2009년 3월 30일)

## 재정

### 2006년도
- 재정력 지수 0.083 나가노현 시정촌 평균 0.40 괴멸적인 재정력인
- 표준재정규모 6억7187만엔
- 일반회계세입 9억4437만엔
  - 내역 지방교부세 6억4841만엔(89.7%) 지방세 3614만엔(5.3%)
- 경상수지 비율 81.0%
- 실질 공채비 비율 25.7% 나가노현 시정촌 평균 16.3
- 인구 1인당 지방채 현재고 207만5204엔(보통회계분만 해당)
- 인구 1000명당 직원 수 17.76명 나가노현 시정촌 평균 8.17명 직원 수가 과도하다
  - 일반직원수 13명
  - 1인당 평균 급여 월 27만6200엔 (모든 직원 수당 미포함 숫자)
  - 1인당 직원급(연액) 586만2154엔 (직원수당 미포함)

지방채의 잔고
- 보통 회계분의 채무 15억1910만엔
- 특별회계분 채무 14억9440만엔
  - 주요내역 농업취락배수사업분 7억8800만엔 간이수도사업분 6억7650만엔
- 관계된 일부 사무조합분의 채무할애

지방채 잔액 합계 30억1350만엔 (보통회계분+특별회계분)
- 촌민 1인당 지방채 잔액 411만6803엔 (연결회계)

## 교통

### 도로
- 국도 256호선